# Doom Patrol (série télévisée)
Doom Patrol est une série télévisée américaine en 46 épisodes d'environ 45 minutes basée sur les comics créées par Arnold Drake, Bob Haney et Bruno Premiani, diffusée entre le 15 février 2019 et le 9 novembre 2023 sur le service DC Universe pour les deux premières saisons, puis sur HBO Max qui co-diffusait la deuxième saison avant de devenir l'unique diffuseur.
Il s'agit de l'adaptation en prise de vue réelle du comics Doom Patrol. Elle est diffusée depuis le 2 avril 2019 sur Space au Canada. Elle est diffusée en France depuis le 15 octobre 2019 sur Syfy. Il est annoncé en janvier 2023 que la série s'achèvera avec sa quatrième saison.

## Synopsis
Robotman, Negative Man, Crazy Jane et Elasti-Girl ont acquis des capacités hors normes à la suite de divers accidents qui les mettent à l'écart de la société. Recueillis par un scientifique aux méthodes peu conventionnelles, le Dr Niles Caulder, ils apprennent à accepter leur nouvelle condition et à en tirer leur pouvoir, mais toujours cachés aux yeux du monde.
Quand le Dr Caulder disparaît après le retour de son ennemi juré, Mr Nobody, un humain devenu omniscient au prix de son corps, la Doom Patrol est contrainte de survivre sans leur mentor et ils partent à sa recherche. Ils seront aidés par le jeune Cyborg qui, comme eux, vit avec un passé sombre.

## Distribution

### Acteurs principaux
- Diane Guerrero (VF : Vanessa Van-Geneugden) : Kay Challis / Crazy Jane
  - Skye Roberts (VF : Manon Adolphe) : Kay Challis (enfant) (saison 3, récurrente saisons 1 et 2)
- April Bowlby (VF : Nathalie Spitzer) : Rita Farr / Elasti-Girl
- Matt Bomer (voix et forme humaine) et Matthew Zuk (VF : Jérémy Bardeau) : Larry Trainor / Negative Man
- Brendan Fraser (voix et forme humaine) et Riley Shanahan (VF : Jérémie Covillault) : Clifford Steele / Robotman
- Joivan Wade (en) (VF : Jean-Baptiste Anoumon) : Victor Stone / Cyborg
- Michelle Gomez : Laura De Mille / Madame Rouge (saisons 3 et 4)

### Anciens acteurs principaux
- Alan Tudyk (VF : Jérôme Pauwels) : Eric Morden / Mr Nobody (saison 1)
- Timothy Dalton (VF : Edgar Givry) : Dr Niles Caulder / Le Chef (saisons 1 à 3)

### Acteurs récurrents
- Phil Morris (VF : Thierry Desroses) : Silas Stone
- Charmin Lee (en) (VF : Laurence Charpentier) : Elinore Stone (saisons 1 et 3)
- Kyle Clements (VF : Benjamin Gasquet) : John Bowers (saison 1)
- Julie McNiven (VF : Hélène Bizot) : Sheryl Trainor (saisons 1 et 2)
- Mark Sheppard (VF : Pierre-François Pistorio) : Willoughby Kipling
- Devan Chandler Long (VF : Boris Rehlinger) : Flex Mentallo (saisons 1 et 2)
- Alec Mapa (VF : Sébastien Desjours) : Steve Larson / Animal-Vegetable-Mineral Man (saison 1)
- Sydney Kowalske (enfant) et Bethany Anne Lind (en) (adulte) : Clara Steele
- Jon Briddell (VF : Maurice Decoster) : Darren Jones (saisons 1 et 3)
- Tommy Snider (VF : Christophe Lemoine) : Ernest Franklin / Le chasseur de barbe (saisons 1 et 2)
- Curtis Armstrong (VF : Mark Lesser) : Ezekiel (saison 1)
- Abi Monterey (VF : Emmylou Homs) : Dorothy Spinner (depuis la saison 2)
- Karen Obilom (VF : Sylvie Jacob) : Roni Evers (depuis la saison 2)
- Lex Lang (VF : Thierry Mercier) : Candlemaker (voix) (saisons 2 et 3)
- Brian T. Stevenson : Herschel (voix) (saison 2)
- Vanessa Carter et Kat Cressida (voix) : Darling-Come-Home (saison 2)
- Jonathan Lipow : Monsieur Mallah (voix) (saison 3)

## Production

### Développement
Le 10 février 2018, le co-créateur et producteur exécutif Geoff Johns révèle que le quatrième épisode de la série Titans intitulé Doom Patrol, introduira l'équipe de la Doom Patrol. Le 14 mai 2018, il est annoncé que DC Universe accueillera un spin-off de Titans avec les personnages de la Doom Patrol. La série est commandée pour une saison de treize épisodes et est planifiée pour 2019. Jeremy Carver écrira la série et produira la série avec Geoff Johns, Greg Berlanti et Sarah Schechter. Les compagnies de production incluront Berlanti Productions et Warner Bros. Television.
Le 20 juillet 2019, après l'annulation surprise de Swamp Thing qui laissait le sort de la série incertain, Doom Patrol est officiellement renouvelée pour une deuxième saison pour 2020, diffusée simultanément sur les plateformes DC Universe et HBO Max. Initialement prévue pour dix épisodes, elle est réduite à neuf épisodes, la production ayant été arrêtée avant le tournage du dernier épisode en raison de la pandémie de COVID-19 de 2020.
En septembre 2020, la série est renouvelée pour une troisième saison qui sera diffusée uniquement sur HBO Max, le service DC Universe ayant décidé d'abandonner la diffusion de séries originales.
En octobre 2021, HBO Max renouvelle la série pour une quatrième saison. En janvier 2023, HBO Max annonce que la série se conclura à la fin de cette quatrième saison, comportant douze épisodes.

### Attribution des rôles
En février 2018, il est annoncé que divers acteurs ont été choisis pour faire une apparition de la Doom Patrol dans Titans avec une possibilité de réapparition comprenant Bruno Bichir, April Bowlby, Jake Michaels et Dwayn Murphy dans les rôles respectifs du Dr Niles Caulder (en), Elasti-Girl (en), Robotman et Negative Man.
En juillet 2018, Diane Guerrero rejoint la distribution pour le rôle de Crazy Jane (en) suivi par Joivan Wade (en), Brendan Fraser et Alan Tudyk dans les rôles de Cyborg, Robotman et de Mr. Nobody (en) en août 2018,,.
Timothy Dalton est annoncé en septembre 2018 dans le rôle de Dr Niles Caulder / Le Chef (en), remplaçant Bruno Bichir qui tenait le rôle dans la série Titans. Matt Bomer prête sa voix à Negative Man et joue le personnage sous son apparence humaine dans les flashbacks.

### Tournage
Le tournage de la série a commencé le 30 août 2018 à Olde Town Conyers en Géorgie et a continué en septembre à Lawrenceville et au Manoir Briarcliff.

## Fiche technique
- Titre original et français : Doom Patrol
- Création : Jeremy Carver d'après la bande dessinée Doom Patrol d'Arnold Drake, Bob Haney et Bruno Premiani
- Producteurs exécutifs : Jeremy Carver, Greg Berlanti, Geoff Johns et Sarah Schechter
- Sociétés de production : Berlanti Productions - DC Entertainment - Warner Bros Television
- Société de distribution : Warner Media
- Pays d'origine :  États-Unis /  Canada
- Langue d'origine : anglais
- Format : couleur - ratio écran : 2,20:1 HD
- Genre : science-fiction, super-héros
- Durée : 42 minutes

## Épisodes

### Première saison (2019)
Composée de quinze épisodes, elle a été diffusée entre le 15 février et le 24 mai 2019 sur le service DC Universe.
1. Le Manoir Doom (Doom Patrol)
2. Bourriquet Patrol (Donkey Patrol)
3. Marionnettes Patrol (Puppet Patrol)
4. Secte Patrol (Cult Patrol)
5. Patte Patrol (Paw Patrol)
6. Doom Patrol & Doom Patrol (Doom Patrol Patrol)
7. Thérapie Patrol (Therapy Patrol)
8. Danny Patrol (Danny Patrol)
9. Jane Patrol (Jane Patrol)
10. Chasseur de barbe Patrol (Hair Patrol)
11. Frances Patrol (Frances Patrol)
12. Cyborg Patrol (Cyborg Patrol)
13. Flex Patrol (Flex Patrol)
14. Révélation Patrol (Penultimate Patrol)
15. Ezekiel Patrol (Ezekiel Patrol)

### Deuxième saison (2020)
Composée de neuf épisodes, elle a été diffusée entre le 25 juin et le 6 août 2020 en simultané sur les services DC Universe et HBO Max.
1. Mini Patrol (Fun Size Patrol)
2. Tyme Patrol (Tyme Patrol)
3. Supplice Patrol (Pain Patrol)
4. Sexe Patrol (Sex Patrol)
5. Index Patrol (Finger Patrol)
6. Icarus Patrol (Space Patrol)
7. Stupide Patrol (Dumb Patrol)
8. Papa Patrol (Dad Patrol)
9. Cire Patrol (Wax Patrol)

### Troisième saison (2021)
Composée de dix épisodes, elle a été diffusée sur le service HBO Max du 23 septembre au 11 novembre 2021.
1. Possibilities Patrol
2. Vacay Patrol
3. Dead Patrol
4. Undead Patrol
5. Dada Patrol
6. 1917 Patrol
7. Bird Patrol
8. Subconscious Patrol
9. Evil Patrol
10. Amends Patrol

### Quatrième saison (2022-2023)
Composée de douze épisodes, elle est en cours de diffusion sur le service HBO Max en deux parties de six épisodes, le 8 décembre 2022 et le 12 octobre 2023.
1. Doom Patrol
2. Butt Patrol
3. Nostalgia Patrol
4. Casey Patrol
5. Youth Patrol
6. Hope Patrol
7. Orqwith Patrol
8. Fame Patrol
9. Immortimas Patrol
10. Tomb Patrol
11. Portal Patrol
12. Done Patrol

## Liens avec l'Arrowverse
April Bowlby (Rita Farr / Elasti-Girl), Diane Guerrero (Kay Challis / Crazy Jane), Joivan Wade (Victor Stone / Cyborg), Riley Shanahan (Cliff Steel / Robotman) et Matthew Zuk (Larry Trainor / Negative Man) reprennent leurs rôles dans l'événement crossover Arrowverse Crisis on Infinite Earths (2020). L'événement situe la série Doom Patrol sur la Terre-21 du multivers de l'Arrowverse.

## Lien avec l'Univers de Sandman
En 2024, Ruth Connell a interprété une autre version de l'infirmière de nuit dans la série Dead Boy Detectives (spin off de la série Sandman).